# Congosto
Congosto è un comune spagnolo di 1 759 abitanti situato nella comunità autonoma di Castiglia e León.